# رشي
رشي  قرية سورية في محافظة حماة وتتبع بلدية نهر البارد في ناحية سلحب في منطقة السقيلبية في محافظة حماة.
من أشهر الآثار فيها هو  مقام النبي صالح .